# Verschoningsrecht
Verschoningsrecht is het recht van een getuige om te weigeren antwoord te geven op vragen, die door een rechter aan hem of haar worden gesteld. Dit verschoningsrecht is wettelijk omschreven en komt toe aan een bepaalde categorie getuigen in verband met bloedverwantschap of een bepaalde vertrouwelijke functie (zoals arts, verpleegkundige, advocaat of geestelijk verzorger). Dit recht komt deze getuigen ook toe tegenover opsporingsambtenaren tijdens hun onderzoek naar een vermoedelijk of mogelijk door een ander gepleegd strafbaar feit, doch deze zijn echter niet verplicht hen op dat recht te wijzen.
Getuigen kunnen een belangrijke rol in rechtszaken spelen, soms een doorslaggevende rol.

## Situatie in Nederland

### Verschijningsplicht
Wie wordt opgeroepen om als getuige in een rechtszitting te worden gehoord, is verplicht te verschijnen. De getuige die niet verschijnt, kan door Justitie worden aangehouden en opgebracht om te worden gehoord. Daarnaast is ook gijzeling mogelijk. Het niet voldoen aan de plicht als getuige te verschijnen is bovendien strafbaar gesteld in artikel 192 van het Wetboek van Strafrecht.
Hij of zij moet ook de eed of de belofte afleggen en naar waarheid antwoord geven op de vragen, die de rechter stelt of laat stellen. Het opzettelijk onjuist beantwoorden van zo'n vraag is strafbaar gesteld als meineed. De plicht om als getuige te verschijnen en vragen te beantwoorden is gegrond in het maatschappelijk belang, dat in elke rechtszaak de waarheid aan het licht komt, ook wel het beginsel van de waarheidsvinding genoemd. Deze verplichting tot antwoorden bestaat niet voor die personen, die zich op het verschoningsrecht kunnen beroepen. Voor hen geldt zoals voor alle getuigen wel een verschijningsplicht, maar geen plicht tot spreken.

### Drie categorieën
In Nederland bestaat het verschoningsrecht voor drie categorieën getuigen:
- familieleden van een van de bij het proces betrokken partijen zoals de (ex-)echtgenoot(-e), (ex-)geregistreerde partner, kinderen, stiefkinderen, en ouders;
- personen die zichzelf of hun familie door de getuigenis in het gevaar van een strafrechtelijke vervolging brengen (als gevolg van het beginsel van zwijgrecht)
- personen die in hun dagelijks beroep verplicht zijn tot geheimhouding, beroepsgeheim.

### Vertrouwenspersonen
Voor die laatste categorie is door de rechtspraak in Nederland erkend, dat de advocaat, de arts, de geestelijke, de notaris en de medewerker van de reclassering kunnen weigeren een verklaring af te leggen, op voorwaarde dat het gaat om feiten en omstandigheden, die zij in hun hoedanigheid van geheimhouder te weten zijn gekomen. Het wordt ook wel functioneel verschoningsrecht genoemd. De reden voor het verschoningsrecht van deze groep is, dat het gaat om vertrouwenspersonen, voor wie een beroepsgeheim geldt. Het wordt als een groot maatschappelijk belang gezien, dat een ieder zich vrij tot hen om bijstand en advies moet kunnen wenden, zonder vrees voor openbaarmaking van wat besproken is. Dit belang wordt zo groot gevonden, dat het een inbreuk rechtvaardigt op het genoemde beginsel van de waarheidsvinding.
Het Gerecht van Eerste Aanleg van de Europese Unie heeft op in 2007 bepaald dat een in-house lawyer, gezien de hiërarchische ondergeschikte positie ten opzichte van zijn werkgever die tevens cliënt is, geen verschoningsrecht toekomt in geval van een onderzoek door de Europese Commissie. Deze uitspraak maakt twijfelachtig of de advocaten in loondienst in Nederland – de zogenaamde Cohen-advocaten – zich op het verschoningsrecht kunnen beroepen. Daarover is nog geen gerechtelijke uitspraak van een Nederlandse rechter bekend. Het Europese hof van Justitie heeft op 14 september 2010 in het Akzo-arrest bepaald, dat een advocaat die bij zijn opdrachtgever in dienst is, zich niet op het verschoningsrecht mag beroepen. Het enkele feit dat de onafhankelijkheid van advocaten in dienstbetrekking in Nederland en in enkele andere Europese lidstaten met beroepsregels en statuten wordt gewaarborgd, maakt voor het hof geen verschil. Niet helemaal duidelijk is of de strekking van dit arrest zich beperkt tot het mededingingsrecht, dan wel dat  de advocaat in dienstbetrekking zich ook in andere zaken niet op het verschoningsrecht kan beroepen. De Nederlandse Orde van Advocaten heeft op 14 oktober 2010 aangekondigd daar nader onderzoek naar te zullen instellen.
Degenen op wie de vertrouwenspersoon bij de hulpverlening beroep doet zoals medewerkers of deskundigen hebben een zogenaamd afgeleid verschoningsrecht.
Het verschoningsrecht is door de rechtspraak in Nederland niet toegekend aan de registeraccountant en evenmin aan de belastingadviseur. Ook de gezinsvoogd, de vertrouwensarts en het gemeenteraadslid kunnen zich er niet op beroepen. De Hoge Raad heeft op 10 april 2009 de mediator vooralsnog het verschoningsrecht ontzegd. De belastingadviseur komt echter een informeel verschoningsrecht toe, op grond van een mededeling van de Staatssecretaris van Financiën. Dit is inhoudelijk gelijk aan het formele verschoningsrecht van artikel 53a van de AWR, dat alleen de daar genoemde beroepen toekomt.
Vertrouwenspersonen ongewenste omgangsvormen en/of integriteit binnen een organisatie, zoals bedoeld in het arbobesluit met betrekking tot psychosociale arbeidsbelasting, kennen geen wettelijk verschoningsrecht. De basis beroepshouding van een vertrouwenspersoon binnen een organisatie is vertrouwelijkheid oftewel geheimhouding. Deze is verplicht conform artikel 272 van het wetboek van strafrecht zich aan zijn vertrouwelijk te houden. In veel organisaties is dit vastgelegd als intern verschoningsrecht.  De vertrouwenspersoon kan door niemand binnen de organisatie gedwongen worden vertrouwelijke informatie prijs te geven. De vertrouwenspersoon ongewenste omgangsvormen en/of integriteit kent geen formeel verschoningsrecht en dient op vragen van een rechter te antwoorden. 

### De rechter toetst marginaal
Er bestaat geen wettelijke plicht om zich op het verschoningsrecht te beroepen. De betrokken geheimhouder moet zelf beoordelen of wat hem is meegedeeld en waarover de rechter in het getuigenverhoor vraagt een verklaring af te leggen behoort tot datgene dat hij moet geheimhouden. De rechter mag het beroep op het verschoningsrecht daarom slechts marginaal toetsen. Het criterium daarbij is dat de rechter het beroep op het verschoningsrecht moet honoreren, tenzij er niet over kan worden getwijfeld dat het gaat om informatie die niet onder het verschoningsrecht valt.
Daarnaast geldt het algemene principe dat elke getuige het recht heeft om een vraag niet te beantwoorden als hij of zij dan wel een van de hierboven genoemde familieleden of geregistreerde partner daardoor de kans loopt strafrechtelijk te worden veroordeeld.

## Journalisten

### Europa
Of ook aan journalisten een verschoningsrecht toekomt is reeds lange tijd wereldwijd een omstreden vraag. 
In het arrest-Goodwin uit 1996 heeft het Europees Hof voor de Rechten van de Mens (EHRM) zich op het standpunt gesteld dat aan journalisten geen volledig verschoningsrecht toekomt, maar wel onder omstandigheden een recht op bronbescherming, vanwege het belang van de vrijheid van meningsuiting en de persvrijheid in een democratische samenleving. In de arresten Voskuil, Sanoma en Telegraaf is het recht op bronbescherming verder vorm gegeven.

### Nederland

#### 1976:KGB-affaire
Journalisten vielen naar Nederlands recht niet onder de groep die zich beroepshalve op het verschoningsrecht kunnen beroepen. Voor hen geldt wel onder omstandigheden een mogelijkheid zich te verzetten tegen het prijsgeven van hun bronnen. 
Dit vraagstuk werd in het Nederlands recht en de Nederlandse journalistiek voor een langslepende juridische strijd sinds 1976, waarbij het een onderwerp werd van een jarenlange, uiteindelijk voor de eiser frustrerende en vruchteloos gebleken streven in de zogeheten KGB-affaire, nadat in 1976 de journalist René de Bok (de latere hoofdredacteur van De Krant op Zondag) onder de redactionele verantwoordelijkheid van de latere LPF-politicus Ferry Hoogendijk van het rechtse opinieweekblad  Elseviers Magazine had gepubliceerd over een door een geheime bron beweerd "werken voor" de toenmalige Sovjet-inlichtingendienst KGB twee politici van de PSP, namelijk het Tweede Kamer-leden Bram van der Lek en  mogelijk ook zijn fratiegenoot Fred van der Spek en tevens een politicus van de  Partij van de Arbeid, namelijk Han Lammers, de toenmalige landdrost van Almere en voormalig wethouder van de stad Amsterdam. Op 24 april 1976 publiceerde Elseviers Magazine een artikel, geschreven door René de Bok, waarin onder meer werd meegedeeld dat Elsevier zou beschikken over een lijst met namen van min of meer vooraanstaande Nederlanders van wie volgens een functionaris van "de Amerikaanse geheime dienst" met volstrekte zekerheid mocht worden aangenomen dat ze in Nederland als KGB-agenten zouden opereren. Op die lijst zouden onder meer voorkomen ‘een PvdA-lid uit de Amsterdamse gemeenteraad’ en ‘een Tweede Kamerlid van een andere progressieve partij’. Op 6 mei 1976 kwamen de dagbladen De Limburger en De Stem met de mededeling dat de bedoelde personen respectievelijk Han Lammers en Bram van der Lek zouden zijn.
Alle drie deze politici ontkenden deze insinuatie en deden deze af als laster. Bram van der Lek voerde hierop het meerdere jaren durende proces Van der Lek contra Bonaventura (de uitgever van Elseviers Magazine) met als inzet de verplichting om de naam kenbaar te maken van de onbekende bron van deze voor hem grievende bewering, hetgeen door de betrokken journalist en redacteuren van deze drie publicaties hardnekkig geweigerd werd. Op 12 mei 1976 diende Van der Lek een verzoek in bij de rechtbank van Amsterdam voor een voorlopig getuigenverhoor, om uit te zoeken of inderdaad moest worden aangenomen dat onder meer hij bedoeld werd in de publicatie van Elsevier, omdat hij in dat geval een civiele rechtsgang overwoog tegen de uitgever van EM de BV Bonaventura.
Op 4 juni 1976 werden de hoofdredacteuren van De Limburger, De Stem, en van EM (respectievelijk de Hulskorte, Leyendekker en Hoogendijk) verhoord; op 20 augustus 1976 de EM-redacteur Van Rosmalen, de journalist van De Stem, De Ligt, en de Haagse redacteuren van het Audet-concern Max de Bok en Dekkers; op 13 september 1976 de schrijver van het stuk, René de Bok. Zij beantwoorden iedere vraag die iets zou kunnen ophelderen over de manier waarop De Limburger en De Stem aan mijn naam zijn gekomen dan wel de simpele vraag òf mijn naam op de ‘lijst’ voorkomt met een beroep op hun ‘verschoningsrecht’ als journalist, dus niet. De rechter-commissaris die de verhoren afnam, kwam na enkele dagen (de eerste keer op 9 juni 1976) met een beschikking waarin zij bepaalde dat een deel van de vragen wel degelijk beantwoord moest worden. 
De getuigen gingen tegen deze beschikking in beroep bij het Hof. Het gerechtshof in Amsterdam hield daarover een zitting op 24 november, waar de advocaten van de journalisten en Van der Leks advocaat, Willem van Bennekom, pleitten vóór en tegen het niet antwoorden. Het Hof deed in drie zaken, namelijk die van de getuigen Hulskorte, Leyendekker en Hoogendijk, uitspraak op 18 februari 1977 en hield de andere aan. Het bevestigde de opvatting van de rechter-commissaris dat de vragen wel beantwoord moesten worden. Na het verstrijken van de beroepstermijn van twee maanden bleken Hulskorte en Leyendekker niet in beroep te zijn gegaan bij de Hoge Raad, Hoogendijk echter wel. Op 13 mei 1977 moeten Hulskorte en Leyendekker opnieuw verschijnen voor de rechter-commissaris om de niet-beantwoorde vragen alsnog te beantwoorden. Ondanks het duidelijke bevel deden zij dit echter niet. De advocaat van beide getuigen verzocht daarop de rechter-commissaris de wettelijk noodzakelijke tweede zitting, waarop de vragen nogmaals gesteld dienen te worden, maar meteen te laten volgen en de rechter-commissaris zag daartegen geen bezwaar. Dit bracht mee dat Van der Lek ter plekke moest beslissen of hij de beide heren wèl of niet civielrechtelijk zou willen laten gijzelen.
Van der Lek verzocht om een bedenktijd alvorens daarover te beslissen, wat werd toegewezen. Hierop ontstond de situatie waarin zij ter onthulling van de naam van hun geheime bron konden worden gegijzeld, het zwaarste dwangmiddel dat het civiel recht kent. De gedaagde partij kan daarbij worden opgesloten in het Huis van Bewaring. voor een bepaalde termijn of totdat aan de betreffende verplichting is voldaan. 
Van der Lek zag af van een gijzeling, onder de overweging "geen martelaren te willen kweken" en bovendien noemde hij zelf personen opsluiten iets walgelijks dat moeilijk van hem kon uitgaan. Desalniettemin wilde hij antwoorden vernemen, want zonder die kon hij geen proces beginnen tegen de uitgever van Elsevier. Van der Lek en zijn advocaat Van Bennekom besloten daarop dan in een kort geding de rechtbank te verzoeken om een ander middel, namelijk het opleggen een dwangsom: minder ingrijpend en volgens hen ook meer in overeenstemming met de aard van het conflict: de door hem gedaagden meenden nooit, en dus ook niet in dit geval, antwoord te mogen geven op vragen naar hun bron. Van der Lek stelde dat in dit geval dat verweer niet opging omdat de vragen geen ‘normale’ zegsman zouden betreffen, maar de relatie tussen hun mededelingen en een in alle openbaarheid gepubliceerd belasterende pubclicatie, en omdat hun niet beantwoorden zijn gang naar de rechter blokkeerde. De rechter gaf Van der Lek daarin tweemaal gelijk, maar de bestaande wetgeving liet het aan hemzelf over die antwoorden dan ook te krijgen. Van der Lek verwierp alsnog gijzeling, omdat hij dat een in de moderne maatschappij ongepast "middeleeuws middel" vond. Wellicht speelden echter als overwegingen ook een kosten-baten-afweging een rol (de weigerende tegenpartij kan niet oneindig worden gegijzeld en de eisende partij dient de kosten van het verblijf in het huis van bewaring voor te schieten), terwijl hij door het doen opsluiten van zijn tegenstanders hem in de publiciteit, waarin dit spreekwoordelijk "koren op de molen" van Elseviers Magazine zelf kon worden) een verlies aan goodwill of sympathie zou kunnen kosten. 
De Hoge Raad kwam niet met een duidelijke principe-uitspraak, doch oordeelde dat de stelling dat aan de journalist een verschoningsrecht zou toekomen, in haar algemeenheid niet kan worden aanvaard. Die toevoeging "in haar algemeenheid" betekende dat afhankelijk van de omstandigheden van het geval een soort uitzondering daarop toch denkbaar werd geacht, niet op voorhand viel uit te sluiten, waarin het de journalist zou vrijstaan over de bron te zwijgen. Dan kon echter moeilijk worden gesproken van een recht, aangezien de essentie van een recht immers is dat het van iedereen kan worden afgedwongen.
Hierdoor eindigde de strijd in deze ""KGB-affaire" juridisch als "onbeslist". Althans, het enig wat de strijd van Van der Lek leek te hebben opgeleverd was wat journalist Dick Bosscher van dagblad Trouw later in 1989 na verdere ontwikkelingen terugblikkend zou betitelen als een "een krakkemikkige leidraad van de Hoge Raad waarmee journalisten en justitie het moesten doen. 

#### 1996: ArrestVan'den Biggelaar
De Hoge Raad der Nederlanden heeft in zijn arrest van 10 mei 1996 (Van den Biggelaar) met een verwijzing naar artikel 10 van het Europees Verdrag voor de Rechten van de Mens (EVRM) uitgemaakt dat een journalist in een getuigenverhoor een vraag niet behoeft te beantwoorden als hij daardoor het risico loopt dat zijn bron bekend wordt. Dit is alleen anders als de rechter van oordeel is dat de openbaring van die bron noodzakelijk is in een democratische samenleving. Het Europees Hof heeft op 22 november 2007 beslist dat de gijzeling van 18 dagen van journalist Koen Voskuil, die de rechter in september 2000 had bevolen, in strijd was met het recht van journalisten om hun bronnen te beschermen. De minister van Justitie heeft in reactie daarop een wetsvoorstel aangekondigd waarin het bedoelde recht wettelijk zal worden vastgelegd. Sinds 1 oktober 2018 is dit wel bij wet geregeld.

#### 2018: Wettelijke regeling
Met ingang van de Wet tot wijziging van het Wetboek van Strafvordering tot vastlegging van het recht op bronbescherming bij vrije nieuwsgaring (Bronbescherming in strafzaken) van 4 juli 2018 (Stb. 2018, nr. 264; inwerkingtreding 1 oktober 2018, Stb. 2018, nr. 265) is in artikel 218a van het Wetboek van Strafvordering het aan een journalist beroepshalve toekomende verschoningsrecht neergelegd, in artikel 218a, eerste lid, Sv luidt als volgt:
Getuigen die als journalist of publicist in het kader van nieuwsgaring, beschikken over gegevens van personen die deze gegevens ter openbaarmaking hebben verstrekt, kunnen zich verschonen van het beantwoorden van vragen over de herkomst van die gegevens

### België
In België is op 7 april 2005 de Wet tot bescherming van journalistieke bronnen in werking getreden. Deze wet over het bronnengeheim houdt in dat aan journalisten een recht wordt toegekend om hun informatiebronnen te verzwijgen. De rechter kan een journalist echter dwingen informatiebronnen vrij te geven, als daarmee voorkomen kan worden dat een slachtoffer fysiek iets zou worden aangedaan, en in het bijzonder om terroristische misdrijven te voorkomen. Dat mag alleen, als die informatie niet op een andere manier verkregen kan worden.

### Duitsland
In het Gesetzbuch Strafprozessordnung, paragraaf 53, lid vijf, wordt een recht op bronbescherming toegekend aan degenen die bij de meningsvorming in ruime zin betrokken zijn (drukpers, media, film, persagentschappen). Ook mag een journalist weigeren een verklaring af te leggen over informatie die zij in de uitoefening van hun beroep hebben gekregen. Dit laatste verschoningsrecht geldt echter niet als er met de verklaring van de journalist kan bijdragen aan de opheldering van een misdrijf, en bij strafrechtelijke onderzoeken naar een aantal categorieën van strafbare feiten, indien die informatie niet zonder al te grote inspanning en op redelijke termijn op een andere manier te achterhalen is.
Er zijn initiatiefwetsvoorstellen, die de mogelijkheid om bij journalisten inbeslagnemingen uit te voeren verder bemoeilijken (situatie april 2007).

## Afluisteren van telefoongesprekken door de overheid
De overheid is ook bevoegd om telefoongesprekken af te luisteren die gevoerd worden door iemand die zich op het verschoningsrecht kan beroepen, zoals gesprekken tussen advocaten met hun cliënten, zo heeft de rechtbank Den Haag in 2005 beslist. De inhoud van die gesprekken kan daarom deel uitmaken van het procesdossier in een strafzaak. Die stukken moeten op grond van de wet (artikel 126aa lid 2 Sv) door het Openbaar Ministerie uit het dossier worden verwijderd en mogen niet aan de rechter worden voorgelegd.
Een geval waarin deze verplichting consequenties had, is een strafzaak uit 2007 tegen de Hells Angels. De rechter verklaarde het Openbaar Ministerie niet-ontvankelijk, omdat de gegevens van gesprekken van de advocaten niet waren verwijderd.